# Нишки комитет

Текст заклетве Нишког комитета
Заклињемо се свемогућим Богом једним, да ћемо верно и братски, сложно радити противу петвековног крвопије, а у име миле и жељне нам слободе и династије лозе Обреновића. Тако, браћо, слошки, да ће нама свима Милости помоћи, а ускоро нам дати да развијемо победоносну заставу нашег јединоверног Обреновића на бедему Нишком.
Ура, Ура, Ура! Живио нам наш омиљени витешки Књаз Милана М. Обреновића IV! Живела Мати Србија!
24. фебруара 1874. Год.

Нишки комитет је била тајна национално-политичка организација, основана 1874. године непосредно пред ослобођење Ниша од Турака, која је обухватала цео нишки мутесарифлук (санџак), тј нишки и пиротски санџак. Њени оснивачи били су виђенији људи из друштвено-политичког живота Ниша, који су истовремено сачињавали и његово уже политичко руководство, преко кога су слана сва упутства за припремање народног устанка не само на простору Ниша и околини, него и у лесковачком, пиротском, врањском, брезничком и трнском крају.

## Предуслови за организовану побуну
Борба српског народа за слободу и уједињење после вишегодишњег робовања под Османским царством отпочеле су почетком 19. века, или тачније 1804. Циљ који су тада устаници поставили био је ослобођење и уједињење свих територија насељених српским народом. Међутим до уједињена и до остваривања тог циља није одмах дошло.
Полуаутономна Милошева српска кнежевина 1830. је уз помоћ великих сила, пре свега царске Русије, први пут добила аутономију, а 1833. њој је присаједињењено шест нахија.
Положај хришћанског становништва у Османском царству од 1810. до 1840. није био нимало лак, јер је стално слабљење царства и његове централне власти довело до јачања појединаца, стварања локалних паша и субаша, који нису признавали, ни поштовали централну османлијску власт. Покушаји турских сулатана да изврше реформе у царству наилазили су на неслагање локалних власти, јер би тиме биле ограничене њихове надлежности, и били су праћени нередима у којима је највише страдало недужно хришћанско становништво, које је у тим сукобима било под ударом турских војски.
Хришћанско становништво у жељи да се ослободи тешких зулума и припоји матици Србији, подизало је устанке двадесетих и тридесетих година 19. века, од којих су побуне у Крушевцу 1832, у параћинско-алексиначком крају исте године, у Тимочкој и Неготинској крајини 1833. довеле до припајања тих нахија Кнежевини Србији, хатишерифом из 1833. Иако су то били значајни догађаји, велики број Срба и даље је остао ван граница аутономне Кнежевине Србије.
Обесправљен народ наставио је да подиже устанке у Босанској крајини и Посавини 1834. године, нишкој нахији 1835. године и пиротској нахији 1836. године. Све те устанке Кнез Милош је у периоду 1828-1834. јавно или тајно подржавао и помагао, да би од 1834. године, па до његовог одласка са власти 1839. године, напустио ту политику и прешао на дипломатско – политичке активности.
Године 1834. повучена је граница између нове српске кнежевине и Османске царевине. Ниш, са целим округом, тако је остао у саставу Османског царства, што је веома тешко пало Србима, који су често у својим писамима инсистирали од кнеза Милоша да их ослободи турског јарма.
Почетком 1835. управник у Нишу био је Салих-паша „човек туп, и некако свезан“, који је био окружен са доста Турака, који су становништву чинили велика зла. Народ нишког краја био је оптерећен разним глобама и наметима. То је изазвало сељаке из 16 нишких села да устану на оружје. Ова буна је након договора кнеза Милоша са нишким Пашом и његовог обећања народу да неће више бити зулумћарењања над становништвом умирена, али само за кратко време.
Нишки Салих-паша прихватио је захтев устаника за амнестијом и забранио боравак свим Турцима по српским селима нишке нахије, укинуо све новине у аграру и дозволио поновни избор народног представника, који би у име народа преговарао са локалним турским управитељем. За кнеза је изабран Милоје Јовановић из нишког села Каменица. Из писма Аврама Петронијевића сазнајемо да после тог догађаја свако село имало кмета, а у Нишу код паше био је главни коџабаша-кмет. Међутим, мирно стање је било само привремено.
Свирепи злочини, зулуми над недужним хришћанским становништвом, напад на част и достојанство српских породица, економске експлоатације као што су: алаџаб-вергија (заостали ненаплаћени порези), ангарија (кулук, радна рента) и глобе (уцене), били су повод да становништво нишког и околних крајева поново устане против зулумћара и непријатеља.
Устанак који је избио 1841. године (у многим изворима назван, „Нишка буна“), припреман је дуго, и обухватио је нишки, пиротски, врањски и топлички крај, да би се убрзо проширио и на Кумановску нахију у правцу југа, и на исток преко Старе планине на Бугарску. Нишка, Лесковачка и Пиротска нахија представљале су главно подручје устанка. Ту су били и главни организациони центри, у којима је српско становништво устало против турских зулума и зато су се на тој територији и одиграле најважније битке. По гушењу устанка, у знак освете, ове територије су највише претрпеле и осетиле последице пораза (паљења, пљачкања и убијања), које су остале дубоко урезане у свести народа овог подручја Балкана још много десетина година касније.
После почетног успеха, заузимања и паљења караула и протеривања Турака, српски устаници изабрали су Милоја Јовановића да преговара са пашом у име народа. Позив на преговоре био је пре свега тактички потез у ком се тражило поштовање народних права и одредаба Гилханског хатишерифа. Пошто се очекивало да Мустафа Сабри-паша то одбије, онда би устаници прешли на веће борбе. Иако је тражио преговоре и послао писмо Мустафа Сабри-паши, Милоје Јовановић је радио и на окупљању већег броја устаника, као и на самој организацији устанка.
Главни циљ устаника свакако је био ослобођење Ниша. Али, кад се Мустафа Сабри паша консолидовао, скупио је војску и у помоћ позвао околне турске паше, који су кренули да поразе устанике. Тако је после само недељу дана (19. априла 1841) устанак угушен, вођа устанка убијене, а велики део народа побегао је у шуме или у Кнежевину Србију, док је део пао у заробљеништво.
Устаници су имали неколико почетних успеха, али нису имали подршку Кнежевине Србије, били су слабо наоружани, што је то утицало на њихов брзи слом. Ипак, овај догађај изазвао је велику пажњу светских сила и Османског царства, које одлучује да пошаље комисију, са задатком да смири стање у побуњеним нахијама.
Српски народ је наставио борбу за ослобођење низом побуна и устанка све до 1878, када су Нишки, Пиротски, Лесковачки и Врањски округ прикључени Кнежевини Србији. Тако се догодио покушај подизања устанка 1846, када су Обреновићи из емиграције хтели да сруше власт Карађорђевића уз помоћ бивших вођа устанка Срба у Турској. Пошто је Гарашанинова полиција сазнала за овај покрет, устанак је убрзо угушен и о томе су обавештене турске власти.
Педесетих година 19. века припремана је тзв. „Нишка завера“, која је требало да обухвати југ Србије и делове Бугарске. Иза тога су опет стајали завереници из Србије: Станко Атанацковић Бојаџија, Коста Чавка, Стојан Чаврдар и други. Завера је откривена и у Ниш је половином 1850. послата војска под командом Омер-паше Латаса, који је ухапсио неколико виђенијих Срба.
За историју Ниша и околине важна је и 1860. када су Срби припремали устанак. Исте године Ниш је посетио и велики везир Кибризли Мехмед-паша. Он је установио Привремени кривични суд, хапсио и убијао виђеније Србе, који су могли да подигну устанак. И даље, током шездесетих година 19. века, Срби су се бунили, организовали разне одборе, комисије и удруживали се. Предвођени Николом Рашићем 1874. Нишлије и становници околних села, овновали су Нишки комитет који се 1876. када је кренуо Први српско-турски рат, први прикључио и са својим завереницима дао велики допринос ослобођењу нишких крајева и њиховом присаједињењу матици Србији.

## Иницијатори и извршни одбор
Иницијатори за оснивање ове организације, која се популарно звала Комитет, били су Никола Коле Рашић, Мита Чунгуровић, Тодор Миловановић, Димитрије Ђорђевић, Милан Новичић, Таско Узуновић, Ђорђе Поп Манић, Михајло Божидарац и Тодор Станковић. На њихов позив у кући Михаила Божидарца, а по угледу на орашачки збор у Шумадији 1804. нишки свештеник Петар Икономовић извршио је заклетву завереника на часни крст и Јеванђеље На заклетви су поред иницијатора за оснивање Комитета присуствовале и следеће виђеније Нишлије и угледни сеоски домаћини из околних села:
Виђеније Нишлије
Међу виђенијим нишлијама оснивачима и чланови комитета били су:
- Ђорђе Блесидес, лекар-апотекар,[12]
- Коча Митровић, писар,
- Ђорђе Станковић, пазитељ,
- Јован Ђулизибарић,
- Михаило Адамушевић,
- Димитрије Митко Коцић, трговац свињама, који је током турске владавине, у својој кући скривао  људе који су у разним мисијама долазили из слободне Србије. Како је држао свиње у шталама у близини села Суповац, до границе са Србијом, често је прелазио у Србију и одатле у тајности доносио књиге потребне ђацима, које су турске власти забрањивала.[13]

Угледни сеоски домаћини из околних села
Из околник села око Ниша комитету су се придружили:
- Сава Стојановић, из Орљана,
- Ђорђе Милошевић, из Јелашнице,
- Матеја Радојковић, из Сићева,
- Петко Митровић, из Балајинца,
- Голуб Мадић, из Бреснице,
- Јанко Стојановић, из Дудулајца,
- Трајко Живковић, из Печењевца,
- Стојан Ђокић, из Разбојне,
- Дина Мирчић, из Батушинца,
- Младен Миленковић и Пера Лебинац, из Сечанице,
- Мита Чунгуровић, син чувеног хајдука Алексе Чунгура (контролисао Царски друм од Ниша до Лесковца у време Турске владавине) из Пуковца,[14]
- Дана Стоиљковић, из Пејковца,
- Риста Симић, из Лукова,
- Милош Станковић, из Бреснице,
- Миленко Ђорђевић, из Мерошине,
- Дина Петровић, из Барбеша,
- Спаса Динић, из Барбеша.
- Аврам Станимировић из Малошишта (који је 24. фебруара 1874.године положили заклетву, био је организатор састанке у Малошишту и околним селима ради припреме за устанак, на исти начин како су то чинили и други чланови Нишког комитета.[14]

Сазивачи овог састанка (завере), који је одржан 24. фебруара 1874. били су истовремено и чланови извршног одбора Нишког комитета. На састанку је Коле Рашић изабран за „војводу усташа“ (како се тада говорило), који је требало; „да, када за то буде дошло време, подигне становништво нишког краја на Турке“.
Комитет је тајним каналима одржавао везу са одређеним представницима српске пограничне службе у Алексинцу (или према потреби у Крушевцу), односно са особама које су биле у непосредном контакту са владом у Београду.

## Активности
Први војвода и челни човек Нишког комитета био је нишки трговац Никола Коле Рашић. Он је руководио четама између Ниша и Лесковца, а сам је образовао чету од око 300 људи. Његов задатак је био да пробије пут војсци и олакша даље продирање на југ. Војвода Коле је, у Другом српско-турском рату први ушао у Лесковац и држао говор ослобођеном народу.
Тодор Тоша Станковић је међу првима организовао чету која је касније ушла у састав Добричког одреда (под командом Милоша С. Милојевића). Тоша Станковић ће нешто касније, у нишкој тврђави, бити један од преговарача о предаји турске војске.
Танасије Таско Узуновић је био нераздвојни пријатељ Колету Рашићу, трећи је истакнути устаник, који је успеа да побегне од Турака из нишке тврђаве и прикључи се одреду Колета Рашића.

Нишки комитет је настао као потреба за одбрану егзистенцијалних права Срба у Османској царевини и поновно јачање старих центара народних буна и устанака и учвршћивање везе са властима у Србији и Црној Гори. Оснивањем Нишког комитета створена је нова, слична старој Гарашаниновој из Начертанија, српска погранична организација у Старој Србији, која је своје активности спроводила на подручју које је обухватало Нишки, Призренски и делове Видинског, Софијског; Новопазарског и Скопског санџака.
Чланови комитета су основали  више чета између Ниша и Лесковца, а сам Рашић је образовао чету од око 300 људи.
Половином фебруара 1875. радећи на пословима организације, једна депутација је тајно отишла у Београд да поздрави кнеза Милана од стране српског становништва нишког подручја и да замоли кнеза да што пре ослободи и уједнини Србију „стављајући му на расположење своје животе и имовину“.
Са радом Нишког комитета била је упозната српска влада, која је и одобрила њен рад, и пружила сваку могућу помоћ и обећања за врло брзо ослобођење нишког подручја и свих српских територија. Тако је Ниш постао главни центар, преко кога се одвијао национални рад српске владе са Србима у Турској.
Нишки комитет је основан и деловао је у узаврелој друштвено - политичкој атмосфери и устаничко - револуционарном расположењу српског народа у Османској царевини. Владе Великих сила Европе, па донекле и Русија, биле су противне избијању једног оружаног револуционарног покрета на Балкану, посебно Аустроугарска и Велика Британија (док су Француска после капитулације на Седану 1870. и Италија после пораза 1866, биле уздржане). У Русији царска влада била је под јаким притиском ратнички расположених Славјанофилских комитета, а доста противника одржања турске власти на Балкану било је и међу западним европским државама.
Овакву ситуацију на Балкану и у Европи затекло је избијање Великог народног устанка 1875. у источној Херцеговини, Босанској Крајини и Посавини, у западним пределима Рашке области. Почетни успеси устанка показали су велику ревност дипломатије Великих сила, али и влада Србије и Црне Горе. Велики покрет Срба у Османској царевини наметнуо је кнезу Николи да и Црној Гори у пролеће 1876. уђе у рат на страни херцеговачких устаника, а за њом и тзв. ратни кабинет Српске владе и кнеза Милана. Србија је те године објавила рат Османској царевини.
Са овим великим успесима у Османском царству и ратом Кнежевине Србије и Црне Горе, била је отворена тзв. „Велика источна криза“ којом је било такође постављено на дипломатски дневни ред и тзв. „Источно питање“.
Након устанка Срба у Османском царству, следио је и покушај Бугара у источној Бугарској да се ослободе турске власти (априлски устанак), као и неки покрети Грчке у Епиру и Тесалији. Али до оживљавања Балканског савеза из времена кнеза Михаила није дошло: Грчка није ушла у рат, Румунија се држала неутрално, покрет Бугара није успео, а Арбанаси су потпуно стали на страну, односно у одбрану Османског царства.

### Комитет у Првом српско-турском рату (1875—1877)
У крвавом и дуготрајном оружаном сукобу у првом српско-турском рату (1875—1877) са Османским царством нашао се и Нишки комитет заједно се усамљеним српским народом под турском влашћу у поробљеној Србији. Србија је у том раздобљу заједно са Црном Гором водила тзв. Први српско–турски рат, сопственим снагама. Тек почетком 1877. у рат са Османским царством ушле су Русија и Румунија.
У Првом српско-турском рату Нишки комитет је са четом од 300 бораца, коју је формирао и са њом директно командовао Коле Рашић и другим ослободилачким четама, између Ниша и Лесковца и помогао српској војсци. Задатак Колета Рашића заједно је са Тодором Станковићем и неким другим истакнутијим руководиоцима Нишког Комитета био је да пробије пут српској војсци и олакша њено даље продирање на југ Србије, али се рат завршио турском победом.
Током Првог српско-турског рата нишки мутесариф затворио је Таска Узуновића који је том приликом био чак и осуђен на смрт (1876). Ухапшен је био и Петар Икономовић, свештеник који је благосиљао нишке заверенике и један од њихових чланова. Он је био затворен у манастиру Габровац, у непосредној околини Ниша. Чланове и сараднике Комитета које су османске власти сумњичиле или држале у казаматима спасавали су угледне Нишлије који су уживали велико поверење локалне власти. Тако је доста лица спашено притвора (разним гаранцијама и јемствима) или склоњено из јавности, ван домашаја државних органа. У ствари, и ти угледни прваци били су чланови Комитета, али о њиховим везама са овом организацијом нишки мутесариф и његови људи нису знали.

Међу најзаслужнијима за спасавање нишких родољуба спадају члан судског меџлиса Михаило Адамушевић Михо, апотекар Ђорђе Блесидес и пасошки службеник Настас Настасијевић, зет Учитеља Тасе и човек који је добро познавао људе у локалној власти.    Након што је Колету Рашићу илегално издао пасош за одлазак у Србију, Настасијевић је од самог Али Риза-паше био ислеђиван, међутим, сем краћег притвора, није имао озбиљнијих проблема да одврати сумњу са себе. 
Завереничко понашање српских првака и колаборационизам османских званичника јасно показују до које мере је током седамдесетих година 19. века Османско царство изгубило углед и контролу над становништвом Нишког санџака.

### Комитет у Другом српско-турски рату  (1877—1878)
Други рат Србије са Турском (од почетак децембра 1877. до крај јануара 1878) био је успешан и довео је до ослобођења целе територије (данашње) југоисточне Србије – Нишки санџак и делови Видинског и Софијског санџака (данас у западној Бугарској), као и Приштинског и Новопазарског. У Другом српско-турског рату у децембру 1877. људство Комитетске организације много је допринео пометњи у турској војсци, делујући оружано у њеној позадини. На челу комбинованог одреда српске војске и добровољаца Коле Рашић , Мита Чунгуровић и Тодор Станковић су са својим саборцима 9. децембра ослободили села Кочане, Пуковац и мост на Морави код Чечине, што је било од великог стратешког значаја, јер је тиме Ниш био одсечен према југу.
Привремена управа Лесковца је преко делегације и Нишког комитета успостовила везе са Колетом Рашићем, након чега је уговорен улазак његовог добровољачко-устаничког одреда у Лесковац. Са својим одредом и претходницом српске војске, Рашић је ушао 11. децембра 1877. у Лесковац и  том приликом одржао је говор ослобођеном народу.
По налогу Врховне команде Нишки комитет је наставио са организовањем устанка у правцу Власотинца, Рудара и Турековца. На том правцу Колета Рашића, који је са добровољцима кренуо из ослобођеног Лесковца, дочекали су и придружили му се власотиначки устаници који су претходно разоружали 170 Турака.
Током вишенедељних борби за ослобођење Ниша (1877/78), поред Војске Кнежевине Србије, учествовало је и 6.000 добровољаца и устаника, са тек ослобођених територија од Османског царства, под руководством Нишког комитета на челу са Колетом Рашићем.
Примирје је затекло Нишки комитет и српску војску на домаку старих престоница средњовековне српске државе: Раса, (под Новим Пазаром), Приштине и Скопља. Тако је био ослобођен Ниш и добар део Старе Србије, али је одлуком представника Великих сила на Берлинском конгресу у лето 1878. Србији призната само територија Нишког санџака (без Знепоља са Трном, Драгомира и Цариброда).